# Orientalische Nächte
Orientalische Nächte ist ein deutscher Kriminalfilm aus dem Jahre 1960 mit zahlreichen Revue- und Tanzeinlagen von Heinz Paul mit Pero Alexander und Marina Petrova in den Hauptrollen.

## Handlung
Polizeiinspektor Korff wird von Interpol auf einen neuen Fall angesetzt, der ihn in den Nahen Osten führen soll. Dort treibt eine Bande von Diamantenschmugglern ihr Unwesen. Da ein Nachtlokal mit Tänzerinnen offensichtlich der Dreh- und Angelpunkt der Ganoven ist, soll er dort den Posten eines Geschäftsführers annehmen. Das Milieu ist höchst zwielichtig, und die Kundschaft ist es auch. Lediglich in der jungen Maryse, die sich mit orientalischer Tanzkunst gut auskennt, findet Korff eine Verbündete. 
Bald muss der deutsche Polizist erfahren, dass hier auch schwunghafter Handel mit jungen Mädchen aus aller Welt betrieben wird, die an reiche arabische Potentaten verschachert werden. Bald geraten er und Maryse in Lebensgefahr. Als Maryse plötzlich von den Schurken enttarnt wird und in die Hände der Verbrecher gerät, muss Korff handeln. Er rettet der jungen Frau in letzter Minute das Leben und kann ganz en passant auch noch die Gangster dingfest machen.

## Produktionsnotizen
Orientalische Nächte entstand Ende 1959 und wurde am 3. März 1960 im Bochumer Capitol-Kino uraufgeführt.

## Kritik
Im Lexikon des Internationalen Films heißt es knapp: „Öde und trivial.“